# 松尾敏伸
松尾 敏伸（まつお としのぶ、1977年10月22日 - ）は、日本の俳優。大阪府出身。以前はワイズクリエーション、オスカープロモーションなどに所属していた。

## 来歴
1996年、第9回 ジュノン・スーパーボーイ・コンテストで準グランプリを受賞したことをきっかけにデビュー。1997年、蜷川幸雄演出の舞台『ロミオとジュリエット』にて俳優デビュー。
2007年10月21日、当時所属していたスリーフィールドを離籍し、同月22日に芸能活動を一時休止。翌2008年4月に活動を再開。
2008年10月にinfiniへ移籍。2011年4月1日にワイズクリエーションへ移籍、2012年9月に離籍。2014年3月に東映マネージメントへ移籍、2017年1月25日に離籍。2018年4月にオスカープロモーションへ移籍。
2018年5月9日、覚醒剤を使用したとして覚せい剤取締法違反の疑いで警視庁に逮捕される。同月30日までに同法違反（所持）の疑いで再逮捕された。

## 人物
趣味は映画・舞台・音楽鑑賞、読書、旅、登山。特技は和太鼓、サッカー、料理、サーフィン、乗馬。小型船舶操縦免許2級、自動車運転免許、自動二輪車運転免許を取得している。

## 出演

### テレビドラマ
- 女医（1999年、日本テレビ系） - 車椅子の患者 役
- ロマンス（1999年、日本テレビ系） - 乾明彦 役
- しくじり鏡三郎（1999年、NHK） - 石田英之進 役
- レガッタ〜国際金融戦争〜（1999年、NHK） - 鈴木タケシ 役
- 教師びんびん物語スペシャル（2001年、フジテレビ系） - 上田元 役
- 聖徳太子（2001年、NHK） - 来目皇子 役
- 土曜ワイド劇場 救急救命士・牧田さおり（2002年1月26日、テレビ朝日） - 園田明夫 役
- 家政婦は見た20 〜名門茶道家元一族の相続争い乱れに乱れたからみ合い!（2002年3月9日、テレビ朝日系） - 叶秀一 役
- 真珠夫人（2002年、東海テレビ） - レギュラー・荘田種彦 役
- 女と愛とミステリー ヤメ検弁護士・英剛直 佐渡が島殺人航路（2002年7月28日、テレビ東京） - 水原俊介 役
- 1、2、駐在さんダァ〜!!（2003年、朝日放送） - ゴルゴ14 役
- 仮面ライダー555 第16・17話（2003年、テレビ朝日） - 森下義正 役
- 蝉しぐれ（2003年、NHK） - 竹中力衛門 役
- てるてる家族（2003年、NHK） - パン職人・吉野恒夫 役
- エ・アロール それがどうしたの 第8・9話（2003年、TBS系） - 矢部賢吾 役
- 異議あり!女弁護士 大岡法子 第1話（2003年、テレビ朝日系） - 米野富紀 役
- 関西テレビ45周年記念ドラマ 関西芸人ドラマスペシャル 航跡〜横山やすしフルスロットル〜（2003年、関西テレビ） - 柏木保 役
- ほーむめーかー（2004年、TBS） - 稲垣直哉 役
- ビー・バップ・ハイスクール（2004年・2005年、TBS） - 主演・仲間徹 役
- 東京ミチカ（2004年、フジテレビ） - タケル 役
- 時空警察part5（2005年、日本テレビ） - 竹中玄 役
- 京都地検の女 第2シリーズ（2005年1月 - 3月、テレビ朝日） - レギュラー・荻原良 役
- 恋する日曜日セカンドシリーズ 第1・2話（2005年4月3日 - 10日、BS-i） - 青木英司 役
- アタックNo.1（2005年4月 - 6月、テレビ朝日） - 一ノ瀬努 役
- 柳川・雲仙∼思い出の郷土料理（2005年、日本テレビ） - 高島慎吾 役
- 恋するおしゃれデブ（2005年、フジテレビ） - タケル 役
- 着信アリ（2005年、テレビ朝日） - 吉岡悟 役
- 恋の時間（2005年10月 - 12月、TBS） - レギュラー・芝崎誠二 役
- カプセル（2006年、フジテレビ） - 中野 役
- ラブ・コレ 東京Love Collection（2006年3月 - 5月、GyaO ※Webドラマ） - レギュラー・甲斐優馬 役
- 吉祥天女（2006年、テレビ朝日） - レギュラー・遠野涼 役
- 人生はフルコース（2006年、NHK） - レギュラー・高橋修司 役
- 恋する日曜日ニュータイプ 第3話（2006年10月21日、BS-i） - 三上亮介 役
- 笑える恋はしたくない（2006年12月、全3回、TBS） - デパート大山屋の新人バイヤー・緑山亮平 役
- 白虎隊（2007年、テレビ朝日） - 山川大蔵 役
- 恋する日曜日第3シリーズ 第6話（2007年2月10日、BS-i） - 村田順 役
- 彼女との正しい遊び方（2007年、テレビ朝日） - 遠藤和也 役
- 恋する日曜日 第3シリーズ 第23話（2007年6月9日、BS-i） - 主演・ミツタカ 役
- 生徒諸君! 第8 - 10話（2007年6月8日 - 22日、テレビ朝日） - 堀江泰人 役
- 大河ドラマ 風林火山 第35 - 38・40・43・47 - 49話（2007年、NHK） - 武田信廉 役
- オイシイ生活（2007年、フジテレビ） - タカシ 役
- The Spiders From Mars And Glamorous Angel 火星から来た蜘蛛の群れとグラマラスエンジェル（2007年9月28日、フジテレビ） - 古川忠彦 役
- ジャッジ 〜島の裁判官奮闘記〜 第1 - 5話（2007年10月6日 - 11月10日、NHK総合） - レギュラー・民事担当書記官 泉孝行 役
- ジャッジII 〜島の裁判官奮闘記〜 第1 - 5話（2008年10月 - 11月、NHK総合） - レギュラー・民事担当書記官 泉孝行 役
- 日本史サスペンス劇場 特別版「東大落城」安田講堂36時間の攻防戦…40年の真相SP（2009年1月14日、日本テレビ系） - 松浦洋治 役
- ミュードラ「Time goes by」（2009年1月19日 - 、フジテレビOnDemand） - 北川徹 役
- 東京少女日向千歩 第5話（2009年1月31日、BS-i） - サラリーマン風の男・安東裕一 役
- キイナ〜不可能犯罪捜査官〜 第3話（2009年2月4日、日本テレビ系） - 河野祐一 役
- 妄想姉妹〜文學という名のもとに〜 第6話（2009年2月21日、日本テレビ系） - 伊沢 役
- ロス:タイム:ライフ 第2弾「ロックスター篇」（2009年5月11日 - 、auオリジナルドラマ） - 橘潤一 役
- 世にも奇妙な物語 2009秋の特別編「検索する女」（2009年10月5日、フジテレビ） - 三宅亮 役
- 第三のミス〜まず石を投げよ〜（2009年12月13日、WOWOW） - 小松拓郎 役
- 絶対零度 〜未解決事件特命捜査〜 第7話（2010年5月25日、フジテレビ） - 桝山一弘 役
- 坂の上の雲 第7話（2010年12月、NHK総合） - 下村延太郎 役
- 告発〜国選弁護人（2011年1月、テレビ朝日） - レギュラー・富田博 役
- 華和家の四姉妹（2011年7月、TBS系） - レギュラー・前田友 役
- 土曜ワイド劇場 西村京太郎トラベルミステリー56「生死を分ける転車台」（2011年7月23日、テレビ朝日） - 浅野圭一 役
- 土曜ワイド劇場 おとり捜査官・北見志穂16「婚カツ美女連続殺人」（2012年6月9日、テレビ朝日） - 加納達也 役
- 金曜プレステージ特別企画 女秘匿捜査官 原麻希 アゲハ（2012年7月13日、フジテレビ） - 水谷智樹 役
- 月曜ゴールデン 船上パーサー氷室夏子・豪華フェリー殺人事件（2012年8月6日、TBS系） - 安部博 役
- VISION-殺しが見える女- 第5話（2012年8月9日、読売テレビ） - 近藤直哉 役
- 宮部みゆきミステリー パーフェクト・ブルー 第6話（2012年11月12日、TBS） - 甲斐英樹 役
- 京都地検の女 第9シリーズ 最終話（2013年9月5日、テレビ朝日） - ゲスト主役・荻原良 役
- SP〜警視庁警護課4（2014年5月4日、テレビ朝日、ドラマスペシャル） - 杉本要平 役
- 警視庁捜査一課9係 season9 第6話（2014年8月13日、テレビ朝日） - 御木本祐介 役
- 火曜スペシャル BSジャパン開局15周年特別企画 山本周五郎人情時代劇 第9話（2016年2月2日、BSジャパン） - 主演・吟味与力 花房律之助 役
- 金曜プレミアム 判事失格!?弁護士夏目連太郎の逆転捜査（2017年3月24日、フジテレビ） - 梶原光俊 役

### 映画
- Do Androids Dream of Electric Santa?（2004年、AFM出品ショートムービー、佐々木浩久・谷垣健治監督作品）
- きょうのできごと a day on the planet（2004年） - かわち 役
- ほんとうにあった怖い話 怨霊 劇場版 第四話「鼓膜移植」（2004年） - 立花秀樹 役
- ミラーを拭く男（2004年） - 石井幸男 役
- 小夜鳴鳥（ナイチンゲール）（2004年） - 響 役
- メールで届いた物語 CHANGE THE WORLD!（2005年） - 青年 役
- フライ,ダディ,フライ（2005年） - 南方 役
- 劇場版 仮面ライダー響鬼と7人の戦鬼（2005年） - カブキ 役[7]
- さよならみどりちゃん（2005年） - 太郎 役
- ウォーターズ（2006年） - 直人 役
- 笑う大天使（2006年） - 若月俊介 役
- パイルドライバー（2006年） - ソーイチ 役
- 学校の階段（2007年） - 刈谷健吾 役
- こわい童謡 裏の章（2007年） - 菱見淳一 役
- 1303号室（2007年10月） - 岩田健一郎 役
- ドリフト5（2008年） - 桜井彰 役
- GOTH（2008年12月） - 間宮 役
- LONG CARAVAN（2009年10月） - 宇津井淑彦 役
- ある夜のできごと（2010年9月） - ヤスタカ 役
- 森崎書店の日々（2010年10月） - 竹内英明 役
- 花音 kanon（2011年4月） - 早川 役

### CM
- web tv（1998年） - お坊さん 役
- バランスアップ（1998年） - 陸上部員 役
- マクドナルド（2000年） - 青年 役
- マツモトキヨシ「私は彼のいいなり篇」（2000年） - 彼氏役
- 富士通 F505i「GPSで道案篇」（2004年）
- 富士通 F509i「見られたくない篇」（2004年）
- 紳士服のコナカ（2005年） - 綾瀬はるかに髪を切ってもらう 役
- 日産WebドラマCM（2005年）
- サントリー おうちカクテル「カンパリ篇」「カルーア篇」「カシス篇」（2005年）
- カロリーメイト「タイミングフリー篇」「モバイルフリー篇」「シチュエーションフリー篇」（2006年） - キーファー・サザーランドと共演

### 舞台
- ロミオとジュリエット（1997年） - デビュー作
- 近代能楽集〜卒塔婆小町（2000年）
- 近代能楽集〜卒塔婆小町（2001年、ロンドン公演）
- デジ・ホラ（2002年）
- 同期の桜〜君にめぐり逢いたい（2007年4月15日 - 19日、九段会館） - 日野肇 役
- 風林火山 晴信燃ゆ（2008年4月5日 - 27日、日生劇場） - 武田信廉 役
- コースト・オブ・ユートピア-ユートピアの岸へ（2009年9月12日 - 10月4日、シアターコクーン） - ゲオルク・ヘルヴェーク、スレプツォフ、亡命者 役
- みのり（2012年6月29日 - 7月10日、シアターグリーン） - 百田優作 役
- FREE(S)プロデュース公演 STAGE×12 vol.11「ファイナルカーテン」（2014年3月18日 - 21日、赤坂GENKI劇場） - 村越純太郎 役
- ジュリアス・シーザー（2014年10月7日 - 25日、さいたま芸術劇場） - オクテヴィアス・シーザー、街娘 役
- レンタル彼女（2015年10月28日 - 11月3日、笹塚ファクトリー） - 主演・富岡恵介 役
- 宝や旅館 げんせんじゃ〜！ 2016ver.（2016年6月1日 - 5日、萬劇場） - 主演・霧島真之介 役
- 冒した者（2016年11月23日 - 28日、新宿シアターモリエール / 2016年12月20日、コラニー文化ホール〈山梨県立県民文化ホール〉） - 主演・私 役
- シェエイクスピア物語〜真実の愛〜（2016年12月 - 2017年1月、KAAT神奈川芸術劇場 / 梅田芸術劇場 / 中日劇場） - クリストファー・マーロウ / バーベッジ 役

### ラジオ
- 迷走ランナー（2003年3月、NHK FMシアター） - 若様 役
- ラジマン（2003年3月、ABCラジオ）
- 島の密航先生（2009年3月21日、NHK FMシアター） - 奄美小学校教師の森田忠光 役

### Vシネマ
- 荒くれKNIGHT3（1999年）
- ドリフト5 デラックス版（2007年）

### ゲーム
- グランディアIII（2005年8月4日） - ロッツ 役

### その他
- goo 短篇.jp「WAITER」
- BEST SHORT FILMS FES 2016（2017年4月8日、Loft9 Shibuya） - 総合MC